# Figueira Champions Classic 2024
Figueira Champions Classic 2024 var den 2. udgave af det portugisiske cykelløb Figueira Champions Classic. Det 192,4 km lange linjeløb blev kørt den 10. februar 2024 med start og mål i Figueira da Foz. Løbet var det andet arrangement på UCI ProSeries 2024.
Løbet blev vundet af belgiske Remco Evenepoel fra Soudal Quick-Step.

## Resultat
| \| Samlede stilling \| Samlede stilling \| Samlede stilling \| Samlede stilling \| Samlede stilling \| \| Rytter \| Rytter \| Hold \| Tid \| \| \| ---------------- \| ------------------- \| ---------------------- \| ---------------- \| ---------------- \| \| 1. \| Remco Evenepoel \| Soudal Quick-Step \| 4t 42' 26" \| \| \| 2. \| Vito Braet \| Intermarché-Wanty \| + 1' 48" \| \| \| 3. \| Simone Velasco \| Astana Qazaqstan Team \| + 1' 48" \| \| \| 4. \| Lars Boven \| Alpecin-Deceuninck \| + 1' 48" \| \| \| 5. \| Marius Mayrhofer \| Tudor Pro Cycling Team \| + 1' 48" \| \| \| 6. \| Marc Hirschi \| UAE Team Emirates \| + 1' 48" \| \| \| 7. \| Marijn van den Berg \| EF Education-EasyPost \| + 1' 48" \| \| \| 8. \| Cristian Scaroni \| Astana Qazaqstan Team \| + 1' 48" \| \| \| 9. \| Ruben Guerreiro \| Movistar Team \| + 1' 48" \| \| \| 10. \| Pelayo Sánchez \| Movistar Team \| + 1' 48" \| \| |                     |                        |            |
| |                     |                        |            |
| Kilde: ProCyclingStats |                     |                        |            |
| Samlede stilling |                     |                        |            |
| Rytter | Rytter              | Hold                   | Tid        |
| 1. | Remco Evenepoel     | Soudal Quick-Step      | 4t 42' 26" |
| 2. | Vito Braet          | Intermarché-Wanty      | + 1' 48"   |
| 3. | Simone Velasco      | Astana Qazaqstan Team  | + 1' 48"   |
| 4. | Lars Boven          | Alpecin-Deceuninck     | + 1' 48"   |
| 5. | Marius Mayrhofer    | Tudor Pro Cycling Team | + 1' 48"   |
| 6. | Marc Hirschi        | UAE Team Emirates      | + 1' 48"   |
| 7. | Marijn van den Berg | EF Education-EasyPost  | + 1' 48"   |
| 8. | Cristian Scaroni    | Astana Qazaqstan Team  | + 1' 48"   |
| 9. | Ruben Guerreiro     | Movistar Team          | + 1' 48"   |
| 10. | Pelayo Sánchez      | Movistar Team          | + 1' 48"   |

## Hold og ryttere
| UCI WorldTeams (10)- Alpecin-Deceuninck - Arkéa-B&B Hotels - Astana Qazaqstan Team - EF Education-EasyPost - Intermarché-Wanty - Lidl-Trek - Movistar Team - Soudal Quick-Step - Team dsm-firmenich PostNL - UAE Team Emirates UCI ProTeams (4)- Caja Rural-Seguros RGA - Equipo Kern Pharma - Euskaltel-Euskadi - Tudor Pro Cycling Team UCI Kontinentalhold (9)- ABTF Betão-Feirense - AP Hotels & Resorts-Tavira-SC Farense - Aviludo-Louletano-Loulé Concelho - Credibom-La Alumínios-Marcos Car - Efapel Cycling - Kelly-Simoldes-UDO - Rádio Popular-Paredes-Boavista - Sabgal / Anicolor - Tavfer-Ovos Matinados-Mortágua |
| |

### Danske ryttere
| Danske ryttere på startlisten |                 |                       |           |
| Rygnummer                     | Rytter          | Hold                  | Placering |
| 43                            | Mikkel Honoré   | EF Education-EasyPost | 11        |
| 46                            | Michael Valgren | EF Education-EasyPost | 36        |

* DNF = gennemførte ikke

### Startliste
| Soudal Quick-Step SOQ | Soudal Quick-Step SOQ            | Soudal Quick-Step SOQ |
| --------------------- | -------------------------------- | --------------------- |
| Nr.                   | Rytter                           | Placering             |
| 1                     | Remco Evenepoel (BEL) (landevej) | 1.                    |
| 2                     | Mattia Cattaneo (ITA)            | 79.                   |
| 3                     | James Knox (GBR)                 | 47.                   |
| 4                     | Mikel Landa (ESP)                | 19.                   |
| 5                     | Pieter Serry (BEL)               | 87.                   |
| 6                     | Warre Vangheluwe (BEL)           | DNF                   |
| 7                     | Louis Vervaeke (BEL)             | DNF                   |

| UAE Team Emirates UAD | UAE Team Emirates UAD         | UAE Team Emirates UAD |
| --------------------- | ----------------------------- | --------------------- |
| Nr.                   | Rytter                        | Placering             |
| 11                    | Filippo Baroncini (ITA)       | 23.                   |
| 12                    | Isaac Del Toro (MEX)          | 37.                   |
| 13                    | Marc Hirschi (SUI) (landevej) | 6.                    |
| 14                    | António Morgado (POR)         | 15.                   |
| 15                    | Rui Oliveira (POR)            | 66.                   |
| 16                    | Owen Cole (USA)               | 102.                  |
| 17                    | Duarte Marivoet (BEL)         | DNF                   |

| Lidl-Trek LTK | Lidl-Trek LTK                  | Lidl-Trek LTK |
| ------------- | ------------------------------ | ------------- |
| Nr.           | Rytter                         | Placering     |
| 21            | Andrea Bagioli (ITA)           | 25.           |
| 22            | Sam Oomen (NED)                | 35.           |
| 23            | Edward Theuns (BEL)            | 68.           |
| 24            | Mathias Vacek (CZE) (landevej) | 30.           |
| 25            | Nils Aebersold (SUI)           | 94.           |
| 26            | Mats Wenzel (LUX)              | 70.           |

| Alpecin-Deceuninck ADC | Alpecin-Deceuninck ADC | Alpecin-Deceuninck ADC |
| ---------------------- | ---------------------- | ---------------------- |
| Nr.                    | Rytter                 | Placering              |
| 31                     | Quinten Hermans (BEL)  | 20.                    |
| 32                     | Nicola Conci (ITA)     | 21.                    |
| 33                     | Lars Boven (NED)       | 4.                     |
| 34                     | Jimmy Janssens (BEL)   | 45.                    |
| 35                     | Xandro Meurisse (BEL)  | 69.                    |
| 36                     | Stan Van Tricht (BEL)  | 89.                    |
| 37                     | Ramses Debruyne (BEL)  | 44.                    |

| EF Education-EasyPost EFE | EF Education-EasyPost EFE | EF Education-EasyPost EFE |
| ------------------------- | ------------------------- | ------------------------- |
| Nr.                       | Rytter                    | Placering                 |
| 41                        | Markel Beloki (ESP)       | DNF                       |
| 42                        | Stefan Bissegger (SUI)    | 64.                       |
| 43                        | Mikkel Honoré (DEN)       | 11.                       |
| 44                        | James Shaw (GBR)          | 38.                       |
| 45                        | Yuhi Todome (JPN)         | 56.                       |
| 46                        | Michael Valgren (DEN)     | 36.                       |
| 47                        | Marijn van den Berg (NED) | 7.                        |

| Movistar Team MOV | Movistar Team MOV     | Movistar Team MOV |
| ----------------- | --------------------- | ----------------- |
| Nr.               | Rytter                | Placering         |
| 51                | Ruben Guerreiro (POR) | 9.                |
| 52                | Carlos Canal (ESP)    | 33.               |
| 53                | Jon Barrenetxea (ESP) | DNF               |
| 54                | Johan Jacobs (SUI)    | 73.               |
| 55                | Iván Romeo (ESP)      | 18.               |
| 56                | Antonio Pedrero (ESP) | DNS               |
| 57                | Pelayo Sánchez (ESP)  | 10.               |

| Intermarché-Wanty IWA | Intermarché-Wanty IWA | Intermarché-Wanty IWA |
| --------------------- | --------------------- | --------------------- |
| Nr.                   | Rytter                | Placering             |
| 61                    | Vito Braet (BEL)      | 2.                    |
| 62                    | Simone Gualdi (ITA)   | 46.                   |
| 63                    | Rune Herregodts (BEL) | 34.                   |
| 64                    | Simone Petilli (ITA)  | 100.                  |
| 65                    | Laurenz Rex (BEL)     | 22.                   |
| 66                    | Tim Rex (BEL)         | 42.                   |
| 67                    | Mike Teunissen (NED)  | 41.                   |

| Team dsm-firmenich PostNL DFP | Team dsm-firmenich PostNL DFP | Team dsm-firmenich PostNL DFP |
| ----------------------------- | ----------------------------- | ----------------------------- |
| Nr.                           | Rytter                        | Placering                     |
| 71                            | Pavel Bittner (CZE)           | 32.                           |
| 72                            | John Degenkolb (GER)          | 54.                           |
| 74                            | Niklas Märkl (GER)            | DNF                           |
| 75                            | Martijn Tusveld (NED)         | 65.                           |
| 76                            | Casper van Uden (NED)         | 57.                           |
| 77                            | Bram Welten (NED)             | DNF                           |

| Arkéa-B&B Hotels ARK | Arkéa-B&B Hotels ARK    | Arkéa-B&B Hotels ARK |
| -------------------- | ----------------------- | -------------------- |
| Nr.                  | Rytter                  | Placering            |
| 81                   | Vincenzo Albanese (ITA) | 77.                  |
| 82                   | Jenthe Biermans (BEL)   | 24.                  |
| 83                   | Anthony Delaplace (FRA) | 48.                  |
| 85                   | Michel Ries (LUX)       | 81.                  |
| 86                   | Léandre Lozouet (FRA)   | 51.                  |
| 87                   | Martin Tjøtta (NOR)     | 43.                  |

| Astana Qazaqstan Team AST | Astana Qazaqstan Team AST       | Astana Qazaqstan Team AST |
| ------------------------- | ------------------------------- | ------------------------- |
| Nr.                       | Rytter                          | Placering                 |
| 91                        | Samuele Battistella (ITA)       | 78.                       |
| 92                        | Simone Velasco (ITA) (landevej) | 3.                        |
| 93                        | Jevgenij Fedorov (KAZ)          | 26.                       |
| 94                        | Anton Kuzmin (KAZ)              | 74.                       |
| 95                        | Igor Tjzhan (KAZ)               | DNF                       |
| 96                        | Cristian Scaroni (ITA)          | 8.                        |
| 97                        | Max Walker (GBR)                | 67.                       |

| Tudor Pro Cycling Team TUD | Tudor Pro Cycling Team TUD      | Tudor Pro Cycling Team TUD |
| -------------------------- | ------------------------------- | -------------------------- |
| Nr.                        | Rytter                          | Placering                  |
| 101                        | Arthur Kluckers (LUX)           | 80.                        |
| 102                        | Marius Mayrhofer (GER)          | 5.                         |
| 103                        | Lucas Eriksson (SWE) (landevej) | 86.                        |
| 104                        | Rick Pluimers (NED)             | 29.                        |
| 105                        | Florian Stork (GER)             | 17.                        |
| 106                        | Yannis Voisard (SUI)            | DNF                        |
| 107                        | Luc Wirtgen (LUX)               | 83.                        |

| Caja Rural-Seguros RGA CJR | Caja Rural-Seguros RGA CJR | Caja Rural-Seguros RGA CJR |
| -------------------------- | -------------------------- | -------------------------- |
| Nr.                        | Rytter                     | Placering                  |
| 111                        | Julen Arriola-Bengoa (ESP) | 62.                        |
| 112                        | Gorka Sorarrain (ESP)      | 50.                        |
| 113                        | Jaume Guardeño (ESP)       | 52.                        |
| 114                        | Calum Johnston (GBR)       | 58.                        |
| 115                        | Eduard Prades (ESP)        | 12.                        |
| 116                        | Michal Schlegel (CZE)      | DNF                        |
| 117                        | Thomas Silva (URU)         | 13.                        |

| Equipo Kern Pharma EKP | Equipo Kern Pharma EKP | Equipo Kern Pharma EKP |
| ---------------------- | ---------------------- | ---------------------- |
| Nr.                    | Rytter                 | Placering              |
| 121                    | Urko Berrade (ESP)     | 39.                    |
| 122                    | Pablo Castrillo (ESP)  | 16.                    |
| 123                    | José Félix Parra (ESP) | 76.                    |
| 124                    | Jon Agirre (ESP)       | DNF                    |
| 125                    | Ibon Ruiz (ESP)        | 31.                    |
| 126                    | Jorge Gutiérrez (ESP)  | 49.                    |

| Euskaltel-Euskadi EUS | Euskaltel-Euskadi EUS  | Euskaltel-Euskadi EUS |
| --------------------- | ---------------------- | --------------------- |
| Nr.                   | Rytter                 | Placering             |
| 131                   | Xabier Isasa (ESP)     | 27.                   |
| 132                   | Asier Etxeberria (ESP) | 63.                   |
| 133                   | Txomin Juaristi (ESP)  | 84.                   |
| 134                   | Mikel Bizkarra (ESP)   | 40.                   |
| 135                   | Gotzon Martín (ESP)    | 14.                   |
| 136                   | Ibai Azurmendi (ESP)   | 101.                  |
| 137                   | Iker Mintegi (ESP)     | 28.                   |

| Sabgal-Anicolor SAT | Sabgal-Anicolor SAT    | Sabgal-Anicolor SAT |
| ------------------- | ---------------------- | ------------------- |
| Nr.                 | Rytter                 | Placering           |
| 141                 | Artjom Nytj            | 98.                 |
| 142                 | Oliver Rees (GBR)      | DNF                 |
| 143                 | Rafael Reis (POR)      | 72.                 |
| 144                 | André Carvalho (POR)   | 90.                 |
| 145                 | Gabriel Baptista (POR) | DNF                 |
| 146                 | Tiago Silva (POR)      | HD                  |

| Efapel Cycling EFL | Efapel Cycling EFL      | Efapel Cycling EFL |
| ------------------ | ----------------------- | ------------------ |
| Nr.                | Rytter                  | Placering          |
| 151                | Henrique Casimiro (POR) | DNF                |
| 152                | Aleksandr Grigorjev     | 91.                |
| 153                | Tiago Antunes (POR)     | 82.                |
| 154                | Abner González (PUR)    | HD                 |
| 155                | Pedro Pinto (POR)       | 85.                |
| 156                | Keegan Swirbul (USA)    | DNF                |
| 157                | Viacheslav Ivanov       | 92.                |

| ABTF Betão-Feirense CDF | ABTF Betão-Feirense CDF | ABTF Betão-Feirense CDF |
| ----------------------- | ----------------------- | ----------------------- |
| Nr.                     | Rytter                  | Placering               |
| 161                     | Afonso Eulálio (POR)    | DNF                     |
| 162                     | Fábio Oliveira (POR)    | DNF                     |
| 163                     | Óscar Cabedo (ESP)      | DNF                     |
| 164                     | Pedro Andrade (POR)     | DNF                     |
| 165                     | Ivo Pinheiro (POR)      | 75.                     |
| 166                     | Diogo Oliveira (POR)    | HD                      |
| 167                     | Pedro Silva (POR)       | 71.                     |

| Tavfer-Ovos Matinados-Mortágua TAV | Tavfer-Ovos Matinados-Mortágua TAV | Tavfer-Ovos Matinados-Mortágua TAV |
| ---------------------------------- | ---------------------------------- | ---------------------------------- |
| Nr.                                | Rytter                             | Placering                          |
| 171                                | Bruno Silva (POR)                  | DNF                                |
| 172                                | João Matias (POR)                  | DNF                                |
| 173                                | Leangel Linarez (VEN)              | DNF                                |
| 174                                | Rafael Barbas (POR)                | DNF                                |
| 175                                | Nicolás Sáenz (COL)                | DNF                                |
| 176                                | César Martingil (POR)              | DNF                                |
| 177                                | Gonçalo Amado (POR)                | 59.                                |

| Kelly-Simoldes-UDO GSU | Kelly-Simoldes-UDO GSU    | Kelly-Simoldes-UDO GSU |
| ---------------------- | ------------------------- | ---------------------- |
| Nr.                    | Rytter                    | Placering              |
| 181                    | Luís Gomes (POR)          | 53.                    |
| 182                    | Rui Carvalho (POR)        | 60.                    |
| 183                    | Francisco Guerreiro (POR) | 95.                    |
| 184                    | Tiago Ferreira (POR)      | DNF                    |
| 185                    | Francisco Alves (POR)     | DNF                    |
| 186                    | Noah Campos (POR)         | HD                     |
| 187                    | André Ribeiro (POR)       | DNF                    |

| AP Hotels & Resorts-Tavira-SC Farense ATF | AP Hotels & Resorts-Tavira-SC Farense ATF | AP Hotels & Resorts-Tavira-SC Farense ATF |
| ----------------------------------------- | ----------------------------------------- | ----------------------------------------- |
| Nr.                                       | Rytter                                    | Placering                                 |
| 191                                       | Delio Fernández (ESP)                     | DNF                                       |
| 192                                       | Rúben Simão (POR)                         | DNF                                       |
| 193                                       | Diogo Pinto (POR)                         | DNF                                       |
| 194                                       | Venceslau Fernandes (POR)                 | DNF                                       |
| 195                                       | Afonso Silva (POR)                        | DNF                                       |
| 196                                       | Carlos Salgueiro (POR)                    | DNF                                       |
| 197                                       | Euclides Chingui (ANG)                    | DNF                                       |

| Credibom-LA Alumínios-Marcos Car LAA | Credibom-LA Alumínios-Marcos Car LAA | Credibom-LA Alumínios-Marcos Car LAA |
| ------------------------------------ | ------------------------------------ | ------------------------------------ |
| Nr.                                  | Rytter                               | Placering                            |
| 201                                  | Luís Felipe Fernandes (POR)          | 88.                                  |
| 202                                  | François Vie (POR)                   | DNF                                  |
| 203                                  | Diogo Narciso (POR)                  | 93.                                  |
| 204                                  | Rodrigo Caixas (POR)                 | DNF                                  |
| 205                                  | João Oliveira (POR)                  | DNF                                  |
| 206                                  | João Macedo (POR)                    | HD                                   |
| 207                                  | Emanuel Duarte (POR)                 | DNF                                  |

| Aviludo-Louletano-Loulé Concelho AVL | Aviludo-Louletano-Loulé Concelho AVL | Aviludo-Louletano-Loulé Concelho AVL |
| ------------------------------------ | ------------------------------------ | ------------------------------------ |
| Nr.                                  | Rytter                               | Placering                            |
| 211                                  | Daniel Viegas (POR)                  | DNF                                  |
| 212                                  | Sergio García González (ESP)         | 55.                                  |
| 213                                  | Germán Tivani (ARG)                  | DNF                                  |
| 214                                  | Tomás Contte (ARG)                   | 104.                                 |
| 215                                  | Tomás Martins (POR)                  | DNF                                  |
| 216                                  | Carlos Oyarzún (CHI)                 | 96.                                  |
| 217                                  | David Dominguez (ESP)                | 99.                                  |

| Rádio Popular-Paredes-Boavista RPB | Rádio Popular-Paredes-Boavista RPB | Rádio Popular-Paredes-Boavista RPB |
| ---------------------------------- | ---------------------------------- | ---------------------------------- |
| Nr.                                | Rytter                             | Placering                          |
| 221                                | César Fonte (POR)                  | DNF                                |
| 222                                | Hugo Nunes (POR)                   | 103.                               |
| 223                                | Tiago Leal (POR)                   | DNF                                |
| 224                                | Francisco Peñuela (VEN)            | 97.                                |
| 225                                | Tiago Nunes (POR)                  | DNF                                |
| 226                                | Daniel Dias (POR)                  | DNF                                |
| 227                                | Hélder Gonçalves (POR)             | 61.                                |

| Soudal Quick-Step SOQ | Soudal Quick-Step SOQ            | Soudal Quick-Step SOQ |
| --------------------- | -------------------------------- | --------------------- |
| Nr.                   | Rytter                           | Placering             |
| 1                     | Remco Evenepoel (BEL) (landevej) | 1.                    |
| 2                     | Mattia Cattaneo (ITA)            | 79.                   |
| 3                     | James Knox (GBR)                 | 47.                   |
| 4                     | Mikel Landa (ESP)                | 19.                   |
| 5                     | Pieter Serry (BEL)               | 87.                   |
| 6                     | Warre Vangheluwe (BEL)           | DNF                   |
| 7                     | Louis Vervaeke (BEL)             | DNF                   |

| UAE Team Emirates UAD | UAE Team Emirates UAD         | UAE Team Emirates UAD |
| --------------------- | ----------------------------- | --------------------- |
| Nr.                   | Rytter                        | Placering             |
| 11                    | Filippo Baroncini (ITA)       | 23.                   |
| 12                    | Isaac Del Toro (MEX)          | 37.                   |
| 13                    | Marc Hirschi (SUI) (landevej) | 6.                    |
| 14                    | António Morgado (POR)         | 15.                   |
| 15                    | Rui Oliveira (POR)            | 66.                   |
| 16                    | Owen Cole (USA)               | 102.                  |
| 17                    | Duarte Marivoet (BEL)         | DNF                   |

| Lidl-Trek LTK | Lidl-Trek LTK                  | Lidl-Trek LTK |
| ------------- | ------------------------------ | ------------- |
| Nr.           | Rytter                         | Placering     |
| 21            | Andrea Bagioli (ITA)           | 25.           |
| 22            | Sam Oomen (NED)                | 35.           |
| 23            | Edward Theuns (BEL)            | 68.           |
| 24            | Mathias Vacek (CZE) (landevej) | 30.           |
| 25            | Nils Aebersold (SUI)           | 94.           |
| 26            | Mats Wenzel (LUX)              | 70.           |

| Alpecin-Deceuninck ADC | Alpecin-Deceuninck ADC | Alpecin-Deceuninck ADC |
| ---------------------- | ---------------------- | ---------------------- |
| Nr.                    | Rytter                 | Placering              |
| 31                     | Quinten Hermans (BEL)  | 20.                    |
| 32                     | Nicola Conci (ITA)     | 21.                    |
| 33                     | Lars Boven (NED)       | 4.                     |
| 34                     | Jimmy Janssens (BEL)   | 45.                    |
| 35                     | Xandro Meurisse (BEL)  | 69.                    |
| 36                     | Stan Van Tricht (BEL)  | 89.                    |
| 37                     | Ramses Debruyne (BEL)  | 44.                    |

| EF Education-EasyPost EFE | EF Education-EasyPost EFE | EF Education-EasyPost EFE |
| ------------------------- | ------------------------- | ------------------------- |
| Nr.                       | Rytter                    | Placering                 |
| 41                        | Markel Beloki (ESP)       | DNF                       |
| 42                        | Stefan Bissegger (SUI)    | 64.                       |
| 43                        | Mikkel Honoré (DEN)       | 11.                       |
| 44                        | James Shaw (GBR)          | 38.                       |
| 45                        | Yuhi Todome (JPN)         | 56.                       |
| 46                        | Michael Valgren (DEN)     | 36.                       |
| 47                        | Marijn van den Berg (NED) | 7.                        |

| Movistar Team MOV | Movistar Team MOV     | Movistar Team MOV |
| ----------------- | --------------------- | ----------------- |
| Nr.               | Rytter                | Placering         |
| 51                | Ruben Guerreiro (POR) | 9.                |
| 52                | Carlos Canal (ESP)    | 33.               |
| 53                | Jon Barrenetxea (ESP) | DNF               |
| 54                | Johan Jacobs (SUI)    | 73.               |
| 55                | Iván Romeo (ESP)      | 18.               |
| 56                | Antonio Pedrero (ESP) | DNS               |
| 57                | Pelayo Sánchez (ESP)  | 10.               |

| Intermarché-Wanty IWA | Intermarché-Wanty IWA | Intermarché-Wanty IWA |
| --------------------- | --------------------- | --------------------- |
| Nr.                   | Rytter                | Placering             |
| 61                    | Vito Braet (BEL)      | 2.                    |
| 62                    | Simone Gualdi (ITA)   | 46.                   |
| 63                    | Rune Herregodts (BEL) | 34.                   |
| 64                    | Simone Petilli (ITA)  | 100.                  |
| 65                    | Laurenz Rex (BEL)     | 22.                   |
| 66                    | Tim Rex (BEL)         | 42.                   |
| 67                    | Mike Teunissen (NED)  | 41.                   |

| Team dsm-firmenich PostNL DFP | Team dsm-firmenich PostNL DFP | Team dsm-firmenich PostNL DFP |
| ----------------------------- | ----------------------------- | ----------------------------- |
| Nr.                           | Rytter                        | Placering                     |
| 71                            | Pavel Bittner (CZE)           | 32.                           |
| 72                            | John Degenkolb (GER)          | 54.                           |
| 74                            | Niklas Märkl (GER)            | DNF                           |
| 75                            | Martijn Tusveld (NED)         | 65.                           |
| 76                            | Casper van Uden (NED)         | 57.                           |
| 77                            | Bram Welten (NED)             | DNF                           |

| Arkéa-B&B Hotels ARK | Arkéa-B&B Hotels ARK    | Arkéa-B&B Hotels ARK |
| -------------------- | ----------------------- | -------------------- |
| Nr.                  | Rytter                  | Placering            |
| 81                   | Vincenzo Albanese (ITA) | 77.                  |
| 82                   | Jenthe Biermans (BEL)   | 24.                  |
| 83                   | Anthony Delaplace (FRA) | 48.                  |
| 85                   | Michel Ries (LUX)       | 81.                  |
| 86                   | Léandre Lozouet (FRA)   | 51.                  |
| 87                   | Martin Tjøtta (NOR)     | 43.                  |

| Astana Qazaqstan Team AST | Astana Qazaqstan Team AST       | Astana Qazaqstan Team AST |
| ------------------------- | ------------------------------- | ------------------------- |
| Nr.                       | Rytter                          | Placering                 |
| 91                        | Samuele Battistella (ITA)       | 78.                       |
| 92                        | Simone Velasco (ITA) (landevej) | 3.                        |
| 93                        | Jevgenij Fedorov (KAZ)          | 26.                       |
| 94                        | Anton Kuzmin (KAZ)              | 74.                       |
| 95                        | Igor Tjzhan (KAZ)               | DNF                       |
| 96                        | Cristian Scaroni (ITA)          | 8.                        |
| 97                        | Max Walker (GBR)                | 67.                       |

| Tudor Pro Cycling Team TUD | Tudor Pro Cycling Team TUD      | Tudor Pro Cycling Team TUD |
| -------------------------- | ------------------------------- | -------------------------- |
| Nr.                        | Rytter                          | Placering                  |
| 101                        | Arthur Kluckers (LUX)           | 80.                        |
| 102                        | Marius Mayrhofer (GER)          | 5.                         |
| 103                        | Lucas Eriksson (SWE) (landevej) | 86.                        |
| 104                        | Rick Pluimers (NED)             | 29.                        |
| 105                        | Florian Stork (GER)             | 17.                        |
| 106                        | Yannis Voisard (SUI)            | DNF                        |
| 107                        | Luc Wirtgen (LUX)               | 83.                        |

| Caja Rural-Seguros RGA CJR | Caja Rural-Seguros RGA CJR | Caja Rural-Seguros RGA CJR |
| -------------------------- | -------------------------- | -------------------------- |
| Nr.                        | Rytter                     | Placering                  |
| 111                        | Julen Arriola-Bengoa (ESP) | 62.                        |
| 112                        | Gorka Sorarrain (ESP)      | 50.                        |
| 113                        | Jaume Guardeño (ESP)       | 52.                        |
| 114                        | Calum Johnston (GBR)       | 58.                        |
| 115                        | Eduard Prades (ESP)        | 12.                        |
| 116                        | Michal Schlegel (CZE)      | DNF                        |
| 117                        | Thomas Silva (URU)         | 13.                        |

| Equipo Kern Pharma EKP | Equipo Kern Pharma EKP | Equipo Kern Pharma EKP |
| ---------------------- | ---------------------- | ---------------------- |
| Nr.                    | Rytter                 | Placering              |
| 121                    | Urko Berrade (ESP)     | 39.                    |
| 122                    | Pablo Castrillo (ESP)  | 16.                    |
| 123                    | José Félix Parra (ESP) | 76.                    |
| 124                    | Jon Agirre (ESP)       | DNF                    |
| 125                    | Ibon Ruiz (ESP)        | 31.                    |
| 126                    | Jorge Gutiérrez (ESP)  | 49.                    |

| Euskaltel-Euskadi EUS | Euskaltel-Euskadi EUS  | Euskaltel-Euskadi EUS |
| --------------------- | ---------------------- | --------------------- |
| Nr.                   | Rytter                 | Placering             |
| 131                   | Xabier Isasa (ESP)     | 27.                   |
| 132                   | Asier Etxeberria (ESP) | 63.                   |
| 133                   | Txomin Juaristi (ESP)  | 84.                   |
| 134                   | Mikel Bizkarra (ESP)   | 40.                   |
| 135                   | Gotzon Martín (ESP)    | 14.                   |
| 136                   | Ibai Azurmendi (ESP)   | 101.                  |
| 137                   | Iker Mintegi (ESP)     | 28.                   |

| Sabgal-Anicolor SAT | Sabgal-Anicolor SAT    | Sabgal-Anicolor SAT |
| ------------------- | ---------------------- | ------------------- |
| Nr.                 | Rytter                 | Placering           |
| 141                 | Artjom Nytj            | 98.                 |
| 142                 | Oliver Rees (GBR)      | DNF                 |
| 143                 | Rafael Reis (POR)      | 72.                 |
| 144                 | André Carvalho (POR)   | 90.                 |
| 145                 | Gabriel Baptista (POR) | DNF                 |
| 146                 | Tiago Silva (POR)      | HD                  |

| Efapel Cycling EFL | Efapel Cycling EFL      | Efapel Cycling EFL |
| ------------------ | ----------------------- | ------------------ |
| Nr.                | Rytter                  | Placering          |
| 151                | Henrique Casimiro (POR) | DNF                |
| 152                | Aleksandr Grigorjev     | 91.                |
| 153                | Tiago Antunes (POR)     | 82.                |
| 154                | Abner González (PUR)    | HD                 |
| 155                | Pedro Pinto (POR)       | 85.                |
| 156                | Keegan Swirbul (USA)    | DNF                |
| 157                | Viacheslav Ivanov       | 92.                |

| ABTF Betão-Feirense CDF | ABTF Betão-Feirense CDF | ABTF Betão-Feirense CDF |
| ----------------------- | ----------------------- | ----------------------- |
| Nr.                     | Rytter                  | Placering               |
| 161                     | Afonso Eulálio (POR)    | DNF                     |
| 162                     | Fábio Oliveira (POR)    | DNF                     |
| 163                     | Óscar Cabedo (ESP)      | DNF                     |
| 164                     | Pedro Andrade (POR)     | DNF                     |
| 165                     | Ivo Pinheiro (POR)      | 75.                     |
| 166                     | Diogo Oliveira (POR)    | HD                      |
| 167                     | Pedro Silva (POR)       | 71.                     |

| Tavfer-Ovos Matinados-Mortágua TAV | Tavfer-Ovos Matinados-Mortágua TAV | Tavfer-Ovos Matinados-Mortágua TAV |
| ---------------------------------- | ---------------------------------- | ---------------------------------- |
| Nr.                                | Rytter                             | Placering                          |
| 171                                | Bruno Silva (POR)                  | DNF                                |
| 172                                | João Matias (POR)                  | DNF                                |
| 173                                | Leangel Linarez (VEN)              | DNF                                |
| 174                                | Rafael Barbas (POR)                | DNF                                |
| 175                                | Nicolás Sáenz (COL)                | DNF                                |
| 176                                | César Martingil (POR)              | DNF                                |
| 177                                | Gonçalo Amado (POR)                | 59.                                |

| Kelly-Simoldes-UDO GSU | Kelly-Simoldes-UDO GSU    | Kelly-Simoldes-UDO GSU |
| ---------------------- | ------------------------- | ---------------------- |
| Nr.                    | Rytter                    | Placering              |
| 181                    | Luís Gomes (POR)          | 53.                    |
| 182                    | Rui Carvalho (POR)        | 60.                    |
| 183                    | Francisco Guerreiro (POR) | 95.                    |
| 184                    | Tiago Ferreira (POR)      | DNF                    |
| 185                    | Francisco Alves (POR)     | DNF                    |
| 186                    | Noah Campos (POR)         | HD                     |
| 187                    | André Ribeiro (POR)       | DNF                    |

| AP Hotels & Resorts-Tavira-SC Farense ATF | AP Hotels & Resorts-Tavira-SC Farense ATF | AP Hotels & Resorts-Tavira-SC Farense ATF |
| ----------------------------------------- | ----------------------------------------- | ----------------------------------------- |
| Nr.                                       | Rytter                                    | Placering                                 |
| 191                                       | Delio Fernández (ESP)                     | DNF                                       |
| 192                                       | Rúben Simão (POR)                         | DNF                                       |
| 193                                       | Diogo Pinto (POR)                         | DNF                                       |
| 194                                       | Venceslau Fernandes (POR)                 | DNF                                       |
| 195                                       | Afonso Silva (POR)                        | DNF                                       |
| 196                                       | Carlos Salgueiro (POR)                    | DNF                                       |
| 197                                       | Euclides Chingui (ANG)                    | DNF                                       |

| Credibom-LA Alumínios-Marcos Car LAA | Credibom-LA Alumínios-Marcos Car LAA | Credibom-LA Alumínios-Marcos Car LAA |
| ------------------------------------ | ------------------------------------ | ------------------------------------ |
| Nr.                                  | Rytter                               | Placering                            |
| 201                                  | Luís Felipe Fernandes (POR)          | 88.                                  |
| 202                                  | François Vie (POR)                   | DNF                                  |
| 203                                  | Diogo Narciso (POR)                  | 93.                                  |
| 204                                  | Rodrigo Caixas (POR)                 | DNF                                  |
| 205                                  | João Oliveira (POR)                  | DNF                                  |
| 206                                  | João Macedo (POR)                    | HD                                   |
| 207                                  | Emanuel Duarte (POR)                 | DNF                                  |

| Aviludo-Louletano-Loulé Concelho AVL | Aviludo-Louletano-Loulé Concelho AVL | Aviludo-Louletano-Loulé Concelho AVL |
| ------------------------------------ | ------------------------------------ | ------------------------------------ |
| Nr.                                  | Rytter                               | Placering                            |
| 211                                  | Daniel Viegas (POR)                  | DNF                                  |
| 212                                  | Sergio García González (ESP)         | 55.                                  |
| 213                                  | Germán Tivani (ARG)                  | DNF                                  |
| 214                                  | Tomás Contte (ARG)                   | 104.                                 |
| 215                                  | Tomás Martins (POR)                  | DNF                                  |
| 216                                  | Carlos Oyarzún (CHI)                 | 96.                                  |
| 217                                  | David Dominguez (ESP)                | 99.                                  |

| Rádio Popular-Paredes-Boavista RPB | Rádio Popular-Paredes-Boavista RPB | Rádio Popular-Paredes-Boavista RPB |
| ---------------------------------- | ---------------------------------- | ---------------------------------- |
| Nr.                                | Rytter                             | Placering                          |
| 221                                | César Fonte (POR)                  | DNF                                |
| 222                                | Hugo Nunes (POR)                   | 103.                               |
| 223                                | Tiago Leal (POR)                   | DNF                                |
| 224                                | Francisco Peñuela (VEN)            | 97.                                |
| 225                                | Tiago Nunes (POR)                  | DNF                                |
| 226                                | Daniel Dias (POR)                  | DNF                                |
| 227                                | Hélder Gonçalves (POR)             | 61.                                |